# Virus de las algas
Los virus de las algas son los virus que infectan eucariotas unicelulares fotosintéticos, algas. A partir de 2020, se sabía que 61 virus infectaban algas.Las algas son componentes integrales de las redes tróficas acuáticas e impulsan el ciclo de nutrientes, por lo que los virus que infectan las poblaciones de algas también afectan a los organismos y los sistemas de ciclo de nutrientes que dependen de ellas]. Por lo tanto, estos virus pueden tener efectos económicos y ecológicos significativos en todo el mundo. Sus genomas variaron entre 4,4 y 560 pares de kilobases (kbp) de largo y utilizaron ácido desoxirribonucleico bicatenario (dsDNA), ácido ribonucleico bicatenario (dsRNA), ácido desoxirribonucleico monocatenario (ssDNA) y ácido ribonucleico monocatenario (ssRNA). Los virus oscilaban entre 20 y 210 nm de diámetro. Desde el descubrimiento del primer virus que infecta algas en 1979, se han utilizado varias técnicas diferentes para encontrar nuevos virus que infectan algas y parece que quedan muchos virus que infectan algas por descubrir.

## Virus de ADN
Los virus que almacenan su información genómica utilizando ADN, los virus de ADN, son el subgrupo mejor estudiado de virus que infectan algas. Esto es especialmente cierto para la familia de virus dsDNA, Phycodnaviridae. Sin embargo, otros grupos de virus dsDNA, incluidos los virus gigantes pertenecientes a la familia Mimiviridae, también infectan algas. Un estudio reciente de 65 genomas de algas reveló que algunos virus pertenecientes a los virus nucleocitoplasmáticos de ADN de gran tamaño (NCLDV), el grupo viral más grande que contiene las familias virales Phycodnaviridae y Mimiviridae, se habían integrado en 24 de los genomas del huésped. Recientemente, se han descubierto virus ssDNA, como el grupo de virus que infectan diatomeas Bacilladnaviridae.

## Virus de ARN
Los virus de ARN también atacan a los huéspedes de algas. Existen virus dsRNA como los pertenecientes a la familia Reoviridae que infectan Micromonas pusilla y virus ssRNA como los pertenecientes al género Bacilladnaviridae que infectan a la diatomea Chaetoceros tenuissimus. También se ha informado de la incorporación de genes del virus de ARN en los genomas de algas. Se han detectado genes de virus que infectan dinoflagelados monocatenarios en los genomas de las algas endosimbióticas de coral, Symbiodinium.

## Virus de diatomeas
Las diatomeas se encuentran entre los grupos de fitoplancton más comunes que se encuentran dentro de los sistemas marinos y de agua dulce. Se estima que consisten en aproximadamente 12 000-13 000 especies que representan el 35-70% de la producción primaria marina dentro del océano y casi el 20% de la productividad primaria mundial. Las diatomeas, entre otros productores primarios importantes, pueden ser susceptibles a la infección viral. Los virus de diatomeas son un grupo de virus que infectan a las diatomeas y se ha demostrado que afectan significativamente la dinámica de la población y las tasas de mortalidad dentro de las poblaciones de diatomeas. Los virus de diatomeas son muy diversos y pueden tener una variedad de interacciones complejas con sus células huésped específicas; también se sabe que tienen la capacidad de causar lisis celular y liberación de nutrientes, lo que demuestra su impacto ecológico significativo con respecto a su potencial para liberar nutrientes en el ecosistema y regular las poblaciones de diatomeas.

### Descubrimientos de los virus de diatomeas

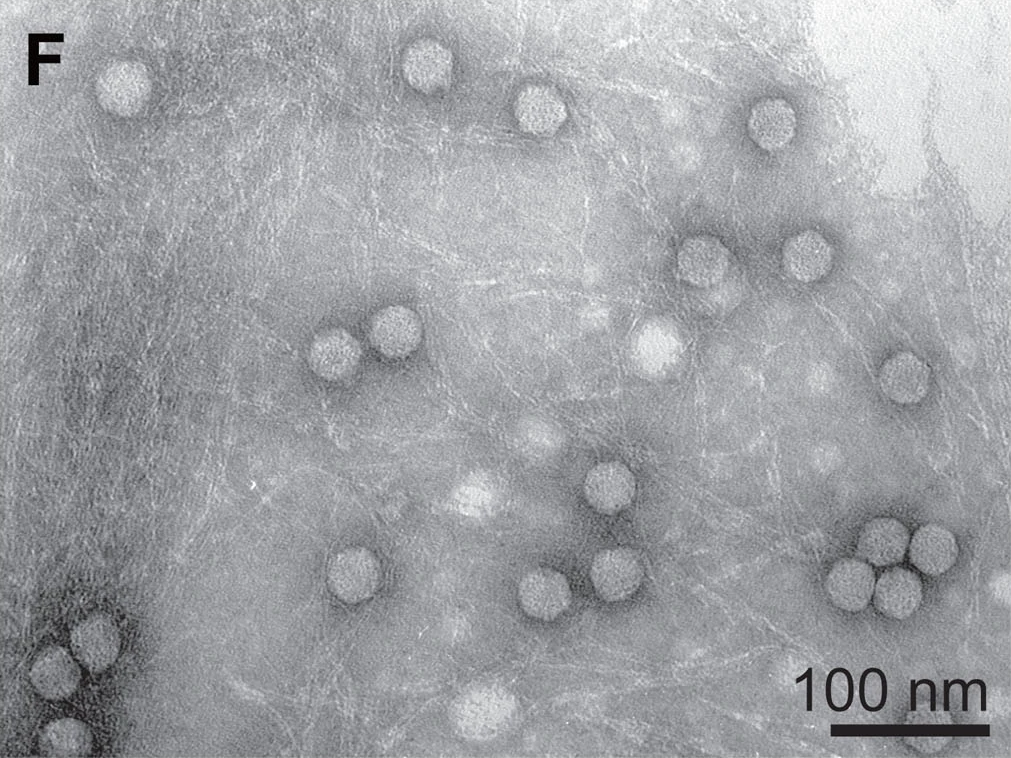
Micrografía TEM de secciones ultrafinas de Chaetoceros setoensis y partículas del virus del ADN de Chaetoceros setoensis (CsetDNAV) teñidas negativamente, género Diatodnavirus: (F) Partículas de CsetDNAV teñidas negativamente en el lisado de cultivo.

El descubrimiento de los virus de diatomeas se remonta a principios de la década de 1970, cuando los científicos observaron por primera vez partículas similares a los virus en los cultivos de diatomeas. Además, no fue hasta la década de 1990 que se descubrió que los virus marinos tenían la capacidad de ser potencialmente patógenos para los organismos marinos. El primer virus de diatomeas fue identificado y aislado, y caracterizado en el Mar de Ariake de Japón en 2004 y se clasificó como Rhizosolenia setigera RNA Virus (RsRNAV). Se encontró que el virus del ARN de Rhizosolenia setigera (RsRNAV) tiene un sitio de replicación viral del citoplasma dentro del organismo huésped. Se encontró que la partícula viral del virus del ARN Rhizosolenia setigera (RsRNAV) tiene una forma icosaédrica que carece de cola y es de una estructura de ARN monocatenario. Posteriormente, otro estudio de investigación encontró un virus de diatomeas que se aisló de la diatomea marina Skeletonema costatum. Se descubrió que el virus, más tarde llamado virus de ADN Skeletonema costatum (ScDCV), tenía una cápside icosaédrica y un genoma de ADN bicatenario. Posteriormente, después del descubrimiento del virus del ADN Skeletonema costatum (ScDCV), se aisló otro virus de diatomeas y se caracterizó como el virus del ADN de Chaetoceros setoensis (CsetDNAV), que infectó al virus de la diatomea Chaetoceros setoensis. La cepa del virus (CsetDNAV) se caracterizó e identificó como presente dentro de la diatomea Chaetoceros setoensis, que se encontró que estaba ubicada frente a la costa del Mar interior de Seto de Japón. La partícula viral de Chaetoceros setoensis se encontró dentro del citoplasma del organismo huésped, y se encontró que el genoma viral era un ssDNA circular cerrado con segmentos de nucleótidos monocatenarios lineales no identificados en que la estructura del genoma de este virus específico es única en el sentido de que no se ha encontrado dentro de ningún otro virus de diatomeas. Debido al descubrimiento de (CsetDNAV) y su estructura genómica única, se cree que otros virus de diatomeas no identificados pueden poseer estructuras genómicas virales diversas y únicas. Desde el descubrimiento de (CsetDNAV), se han aislado e identificado varios otros virus de diatomeas, incluidos miembros de Bacilladnaviridae, Phycodnaviridae y Picornaviridae.

### Transmisión de los virus de diatomeas
Se cree que los virus de diatomeas se transportan principalmente a través de la transferencia genética horizontal. La transmisión horizontal de genes dentro de los virus de diatomeas ocurre cuando un virus de diatomeas infecta a una diatomea y luego se propaga a otras diatomeas a través del contacto directo o a través de interacciones dentro de la columna de agua. Los virus de diatomeas son altamente infecciosos y tienen la capacidad de propagarse rápidamente dentro de las poblaciones de diatomeas, lo que lleva a cambios significativos en el crecimiento y la fisiología del organismo. La transmisión de los virus de diatomeas puede explicarse potencialmente por el hecho de que se sabe que las diatomeas forman grandes colonias o cadenas, lo que brinda a los virus de diatomeas una amplia oportunidad de infectar y propagarse dentro de nuevos organismos huéspedes. Además, se ha demostrado que algunos virus de diatomeas tienen la capacidad de transmisión vertical en la que pueden transmitirse de una diatomea madre a una descendencia de diatomeas. Se cree que la forma de transmisión vertical permite que los virus de diatomeas persistan durante largos períodos de tiempo y pueden influir en la evolución y la diversidad genética de las poblaciones de diatomeas. Los mecanismos de este tipo de transmisión no se comprenden completamente, pero se cree que esta forma de transmisión se facilita a través de la reproducción asexual y la división celular dentro de las diatomeas.

### Taxonomía
Se reconocen las siguientes familias:
- Bacilladnaviridae
- Phycodnaviridae
- Picornaviridae

## Aplicaciones

### Biodiésel procedente de algas
Los virus de algas tienen el potencial de ser utilizados para la producción de fuentes de energía alternativas a los combustibles fósiles. Más específicamente, los virus de algas se pueden usar como una herramienta durante el proceso de producción de biodiésel procedente de microalgas verdes y cianobacterias. Esto se da a que las algas verdes y las cianobacterias contienen componentes necesarios para la creación de biocombustibles. En particular, tanto las células de algas verdes como las cianobacterias producen productos celulares conocidos como lípidos. Los lípidos contienen triglicéridos que se utilizan directamente para producir biodiésel. Sin embargo, las microalgas verdes y las cianobacterias no se han utilizado para la producción comercial estándar de biodiésel debido a la dificultad de extraer rendimientos adecuados de lípidos de estas fuentes.

#### Uso en la producción de biodiésel
Se ha encontrado que el uso de virus de algas como pretratamiento en microalgas verdes es un cambio de procedimiento efectivo para el proceso de extracción de lípidos. Este virus de algas en particular se usó dada su capacidad caracterizada para infectar y replicarse dentro de las células unicelulares de algas Chlorella. Después de que los virus de algas líticas infectan su huésped celular, se replican y ensamblan viriones maduros que lisan la célula de alga huésped para su liberación. La degradación de la pared celular de la célula huésped de algas por los virus de algas maduras dentro de la célula es el factor clave que hace que la extracción de lípidos de las células de algas sea más eficiente.

#### Límites
Los investigadores señalan que un virus de algas puede desarrollar un ciclo lisogénico después del uso recurrente de un virus de algas en particular.[cita requerida] En el caso de una conversión viral lisogénica, el virus de algas no realizaría la tarea deseada de lisar el huésped celular. En cambio, cuando un virus de algas lisogénicas libera su material genético en el huésped de la célula de alga, el material genético se esconde dentro del genoma del huésped de algas en lugar de comenzar la replicación genética y la síntesis de proteínas para el desarrollo de nuevos viriones maduros.

### Control de floraciones de algas
En la naturaleza, se ha observado que los virus de algas desempeñan un papel ecológico en la desaparición de la proliferación de algas. Dado esto, los científicos han propuesto que los virus de algas tienen el potencial de ser utilizados como tratamientos biológicos para el control de la floración de algas. Por ejemplo, un virus de algas en particular, conocido como cianófago, se puede usar para controlar las floraciones de algas dañinas de cianobacterias. Los cianófagos líticos a menudo se encuentran en presencia de cianobacterias Microcystis. Específicamente, el impacto que los cianófagos tienen en el control poblacional de Microcystis aeruginosa ha sido un tema de interés dado que esta especie de cianobacteria es comúnmente responsable de la proliferación de algas dañinas. En un estudio de laboratorio, se recolectó M. aeruginosa y luego se trató con cianófagos que se encontraron en presencia de M. aeruginosa en un lago. Después de seis días, la biomasa de algas M. aeruginosa había disminuido en un 95%. Los resultados de otro estudio de laboratorio mostraron que los cianófagos mantienen su función observada de desaparición de la floración de algas en un entorno eutrófico controlado. En este caso, la biomasa de M. aeruginosa también disminuyó considerablemente cuando se trató con cianófagos. También se ha registrado una correlación negativa entre M. aeruginosa y cianófagos en un entorno natural. En el cuerpo de agua dulce, el lago Mikata, los investigadores analizaron muestras del crecimiento de algas M. aeruginosa y encontraron que la biomasa de M. aeruginosa disminuyó en relación con un aumento en la densidad de población de cianófagos.